# Pour mille dollars par jour
Pour plus de détails, voir Fiche technique et Distribution.
Pour mille dollars par jour (Per mille dollari al giorno) est un western spaghetti italo-espagnol sorti en 1966, réalisé par Silvio Amadio.

## Synopsis
Pour venger la mort de ses parents, tués par les frères Clark, Scott apprend à utiliser le pistolet, avec l'aide de Carranza, un vieux pistolero. Il retourne au pays, résolu à accomplir sa vengeance.

## Fiche technique
- Titre français : Pour mille dollars par jour
- Titre original italien : Per mille dollari al giorno
- Titre original espagnol : Por mil dolares al dia
- Genre : Western spaghetti
- Réalisateur : Silvio Amadio
- Scénario : Silvio Amadio, Tito Carpi, Luciano Gregoretti
- Production : Tirso Film, Petruka Film
- Photographie : Mario Pacheco
- Montage : Josè Antonio Rojo
- Musique : Gino Peguri
- Décors : Eduardo Torre
- Année de sortie : 1966
- Durée : 81 minutes
- Format d'image : 2,35:1
- Langues : italien, espagnol
- Pays :  Italie,  Espagne
- Distribution en Italie : Interfilm
- Date de sortie en salle en France : 22 septembre 1971[1]

## Distribution

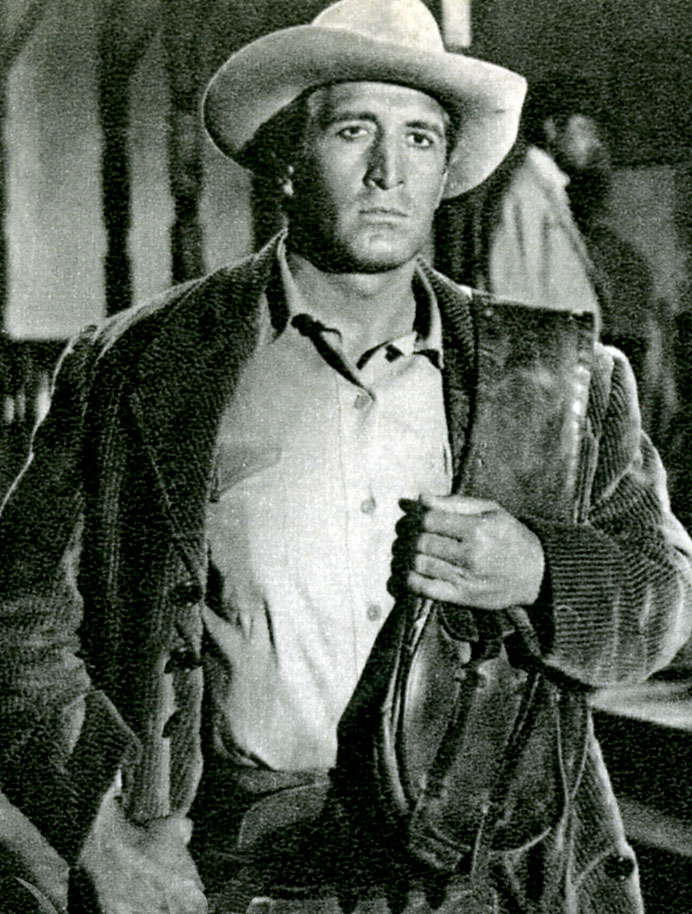
Mimmo Palmara dans une scène du film.

- Zachary Hatcher : Scott Baker dit Hud
- Dick Palmer : shérif Steve Benson (Mimmo Palmara)
- Rubén Rojo : Jason Clark
- Mirko Ellis : Wayne Clark
- Manuel Gil : Lon Clark
- Enrique Ávila
- Anna Maria Pierangeli : Betty Benson
- José Calvo : Carranza